# Косолапово (Цілинний округ)
Косола́пово (рос. Косолапово) — село у складі Цілинного округу Курганської області, Росія.
Населення — 571 особа (2010, 807 у 2002).
Національний склад станом на 2002 рік:
- росіяни — 94 %